# Lauterbach (Ebersbach)
Lauterbach (von 1939 bis ca. 1948 Lauterbach am Lindenberg) ist ein Ortsteil der Gemeinde Ebersbach im Landkreis Meißen in Sachsen.

## Geschichte
Lauterbach wurde erstmals im Jahr 1350 urkundlich erwähnt. In slawischer Zeit befand sich in Lauterbach eine Wasserburg.
In der Zeit von 1704 bis 1706 begann Hans Gustav von Kirchbach mit der Errichtung eines Herrenhauses, das zu Schloss Lauterbach ausgebaut wurde.
Lauterbach verwaltungstechnisch zunächst zur Landgemeinde Beiersdorf und wurde im Jahr 1862 eine eigenständige Landgemeinde. Am 1. April 1937 wurde die Gemeinde Marschau nach Lauterbach eingemeindet. Zum 1. Juli 1948 wurde die Gemeinde Lauterbach aufgelöst und ihre Ortsteile wieder nach Beiersdorf eingegliedert. Beiersdorf wurde am 1. Januar 1999 nach Ebersbach eingemeindet.

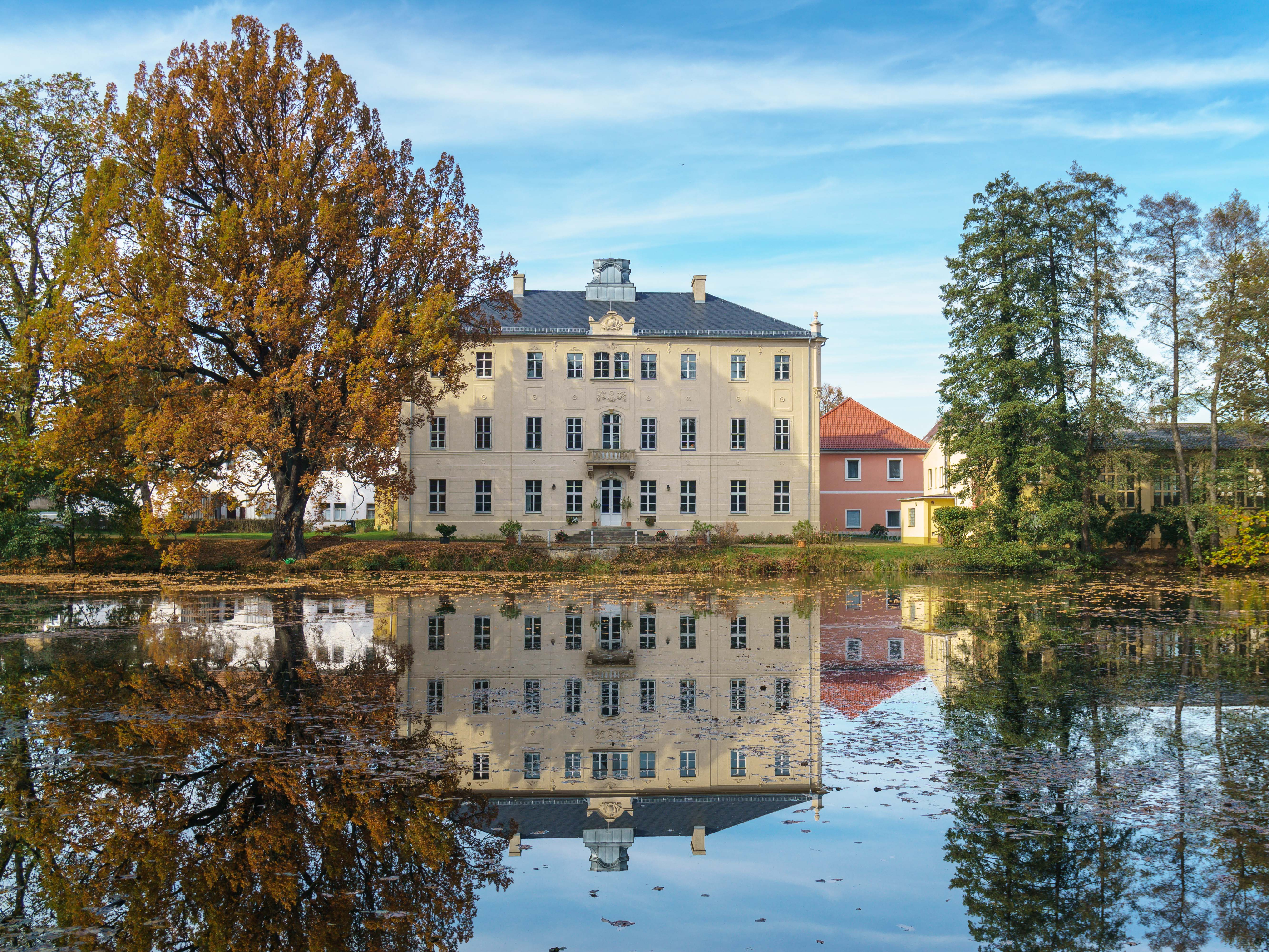
Schloss Lauterbach
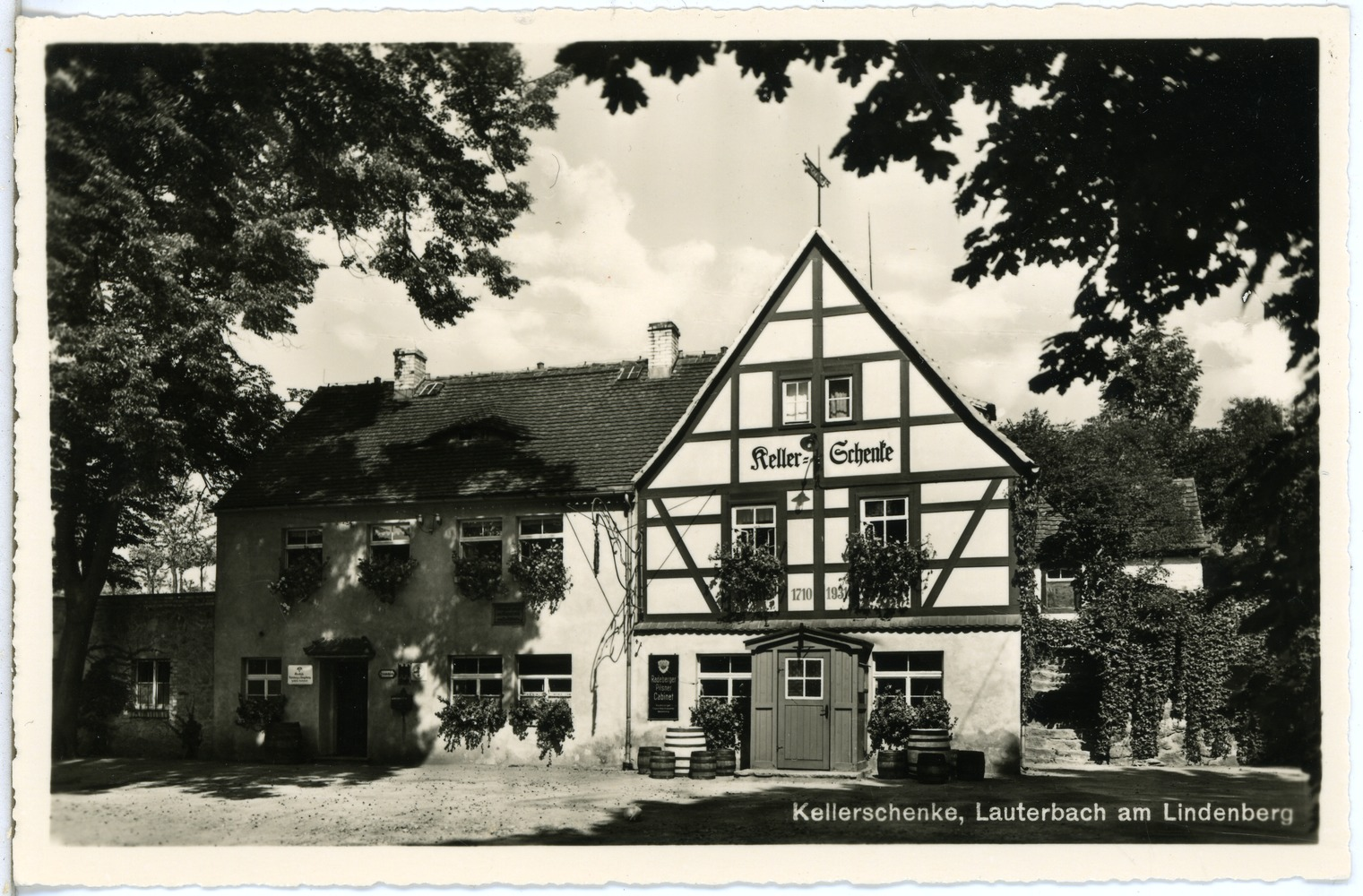
Keller-Schenke, Postkarte von 1938
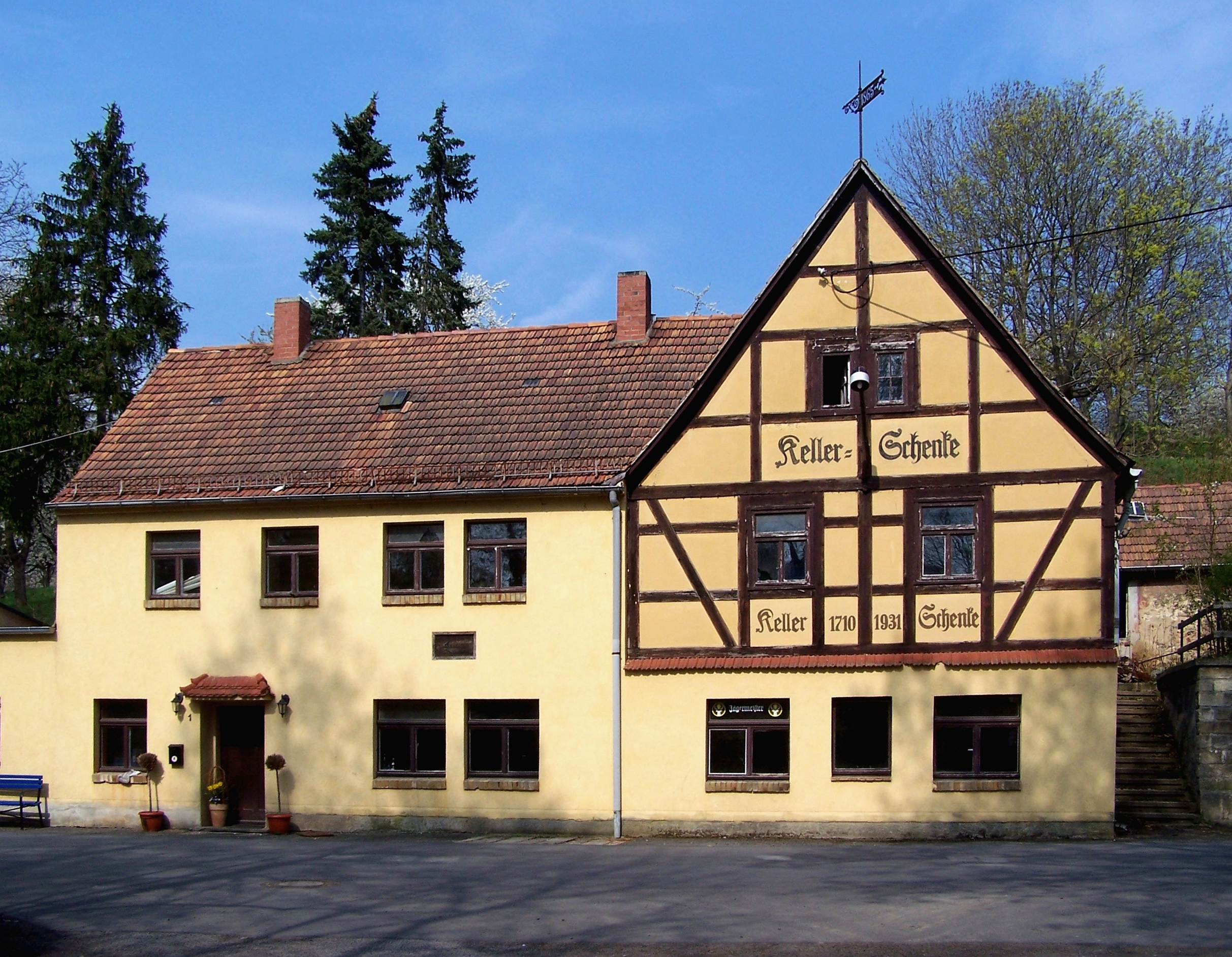
Denkmalgeschützte Keller-Schenke, 2010
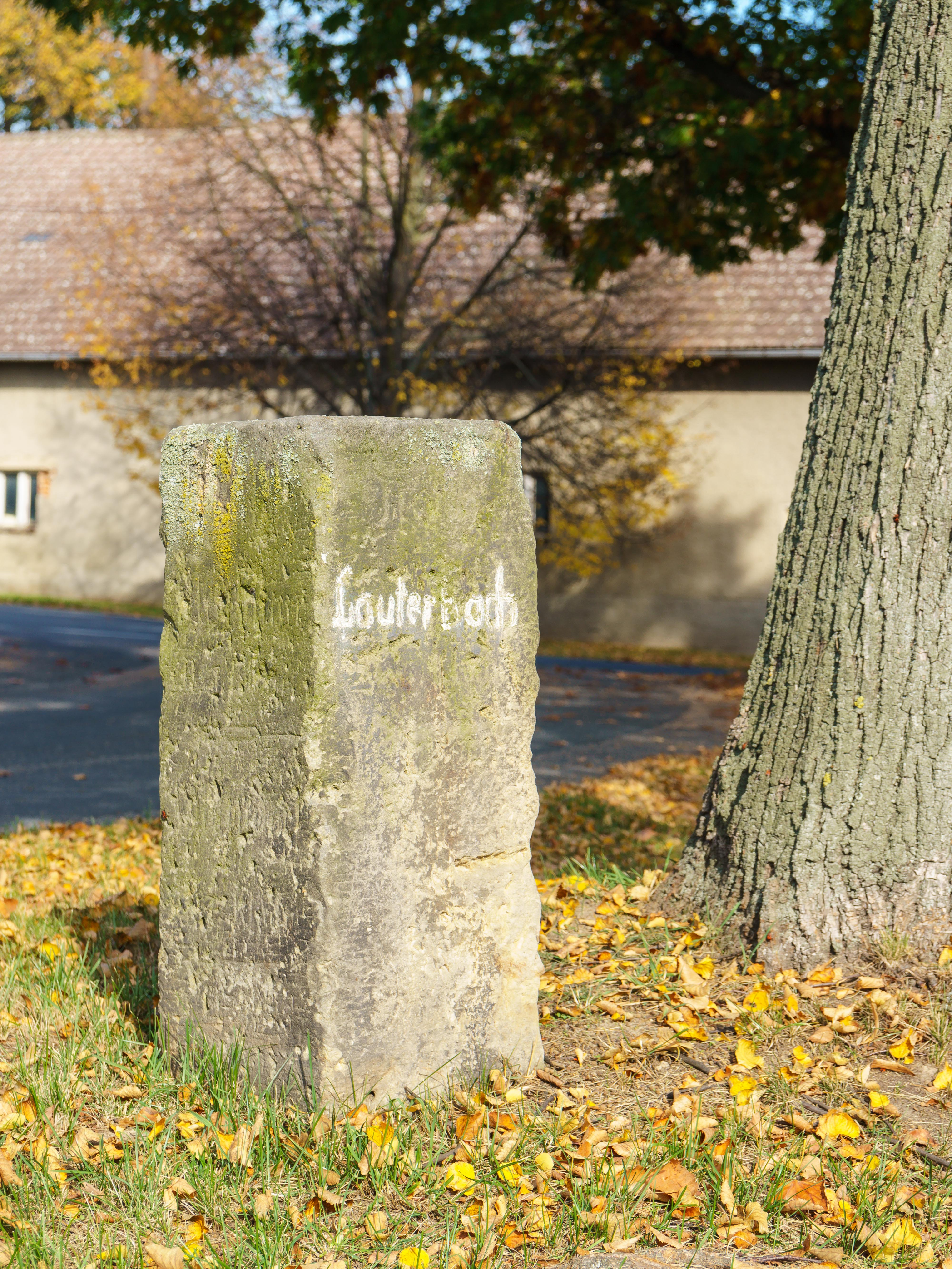
Denkmalgeschützter Wegestein